# Пісенна Шевченкіана
Пісенна Шевченкіана — раритетне нотне видання музичних творів на слова Тараса Шевченка

## Причетні до видання
Видало нотне видання «Пісенна Шевченкіана» видавництво «Букрек» (Чернівці) на замовлення Державного комітету телебачення і радіомовлення України за програмою «Українська книга».
Упорядкувала видання письменниця Оксана Івасюк, передмову написала поетеса і прозаїк Софія Майданська.

## Характеристика видання
Видання приурочено до святкування 200-літнього ювілею від дня народження Тараса Шевченка.
В збірці «Пісенна Шевченкіана» вміщено ноти творів різних музичних форм і композиторів.
Вона складається з таких розділів:
- «Пісня на слова Т. Шевченка для голосу» (представлено 21 літературно-музичних творів),
- «Хорові твори на слова Т. Шевченка» (28 літературно-музичних творів), а також розділ
- «Твори, присвячені Т. Шевченку» («Шевченкові». Кантата для мішаного хору в супроводі фортепіано, музика К. Стеценка, слова К. Малицької, літературна редакція М. Рильського; «Чернеча гора», музика Б. Лятошинського, слова Є. Фоміна).

В збірці також вміщено фотопортрети і короткі біографічні дані про українських композиторів, котрі впродовж останніх двох століть переклали на музику слова Тараса Шевченка. Серед них: Гордій Гладкий, Сидір Воробкевич, Борис Підгорецький, Данило Роздольський, Денис Січинський, Яків Степовий, Данило Крижанівський, Василь Барвінський, Віктор Косенко, Філарет Колесса, Микола Лисенко, Анатолій Кос-Анатольський, Борис Лятошинський, Станіслав Людкевич.
Раритетне нотне видання нараховує понад триста сторінок.